# 去毛化
去毛化，又称非毛化，指1976年毛泽东之死后，採用種種方式淡化、清除毛澤東及毛澤東思想的影響和崇拜的过程。

## 历史演变

### 在推動改革開放的重要性
1976年毛泽东之死后，中国共产党高层存在对毛泽东的多种看法。四人帮主张肯定毛泽东及其发动的无产阶级文化大革命。凡是派肯定无产阶级文化大革命，但于1977年宣布“历时十一年的我国第一次无产阶级文化大革命，就以粉碎‘四人帮’为标志，宣告胜利结束了”，同时主张“两个凡是”，延续对毛泽东的个人崇拜。而求是派主张否定无产阶级文化大革命，并且对毛泽东进行重新评价，结束对毛泽东的个人崇拜。而求是派内部又存在对毛泽东功大于过、过大于功、功过相抵等不同评价。1980年，邓小平定性表示「毛主席功過要七三開」，即七分成就，三分錯誤。同时，邓小平也批评了对毛泽东的晚年错误批评“过分”的倾向，表示不会像赫鲁晓夫对待斯大林那样对待毛泽东。
實際上七三開被認為是權宜之計，1985年改革開放取得初步成就時，中共政治局和中共顾问委员会的常委会一共30多人，曾经开过一次由胡耀邦提出、邓小平等人同意的重要內部会议，主张应该此時再度重新评价毛泽东。邓小平的意见是此事還要做，但应该要推迟到15年到20年以后再做。對於這個必要之舉，前中共中央总书记胡耀邦的理论助手林牧说：“要重新评价的意思就是，认为当时中共12届6中全会对毛泽东的评价对功劳估计得过高，对他的错误估计得过低。”他还说，前全国人大委员长万里也曾经于2005年提出，现在20年的时间已经到了，应该重新评价了吧的動議。据说胡锦涛他们觉得好像时间还不成熟，中央雖然認明到重新评价是迟早的事情，但是现在还不行。

### 處理不徹底的爭議
學術界评析认为，中国高層進行柔性的「去毛化」十分巧妙，因為激進的「去毛化」會使絕大多數中國人思想發生混亂，从而造成政治不穩，而这也就导致毛泽东崇拜仍然存在于中国民间社会。文化大革命结束后，毛泽东对中国社会的影响逐渐淡化，但每逢重要的毛泽东诞辰纪念日，中共都会有高规格的纪念活动。1993年毛泽东诞辰100周年、2003年毛泽东诞辰110周年前时，时任中共中央总书记的江泽民、胡锦涛曾率中共政治局常委到毛主席纪念堂瞻仰毛泽东的遗容。
文革结束后，中国民间社会对“非毛化”“去毛化”“批毛”都有公开或不公开的呼吁，但是中共高层基本上采取避而不谈的做法。去毛化的内容主要包括否定毛澤東開辟的中共建政道路、放大“三年困難時期”等歷史事件的影響、以改革開放的成功來否定毛澤東时代等等。刘晓波认为，毛泽东虽然不喜欢儒家、批判孔子，但他对法家的权谋术和厚黑学相当推崇，是中国传统文化黑暗部分的集大成者，因此去毛化必须批判中国传统文化。求是杂志社社长撰文称“毛泽东尽管犯过严重错误，包括‘文化大革命’这样的极其严重的错误，但是他给中国人民带来的国家利益和民族利益是巨大的。”
2012年11月4日，中共发布十七届七中全会公告，没有提及毛泽东思想，被认为是中共十八大前夕意识形态将发生重大改变的一个新的信号。路透社报道说，中共政治局这不提及毛泽东思想，被一些人认为是发出了改革的信号。2013年12月毛澤東120歲冥誕，習近平說：「革命領袖是人不是神。不能因為他們偉大，就把他們像神那樣頂禮膜拜，不容許提出並糾正他們的失誤和錯誤。也不能因為他們有失誤和錯誤就全盤否定，抹殺他們的歷史功績，陷入虛無主義的泥淖。」 但2022年，中央研究院院士吳玉山說，中共總書記習近平10年統治下，黨國對各種社會控制不斷加強，反而出現了「再毛化」，最大的特徵是集權與擴張。

## 类似词条
- 去斯大林化
- 去蒋化
- 去共化